# Cité Soleil (ort)
Cité Soleil är ett område i kommunen med samma namn Haiti.   Den ligger i departementet Ouest, i den centrala delen av landet, utanför huvudstaden Port-au-Prince. Cité Soleil ligger 7 meter över havet och antalet invånare är 241 055.
Terrängen runt Cité Soleil är varierad. Havet är nära Cité Soleil västerut. Runt Cité Soleil är det mycket tätbefolkat, med 1 266 invånare per kvadratkilometer. Närmaste större samhälle är Port-au-Prince, 4,6 km söder om Cité Soleil. Runt Cité Soleil är det i huvudsak tätbebyggt.